# Ríkharður Jónsson
Ríkharður Jónsson (Akranes, 1929. november 12. – 2017. február 14.) válogatott izlandi labdarúgó, csatár, edző.

## Pályafutása

### Klubcsapatban
1947 és 1950 között a Fram, 1951 és 1965 között az ÍA Akranes labdarúgója volt. Az 1955-ös idényben bajnoki gólkirály lett.

### A válogatottban
1947 és 1965 között 33 alkalommal szerepel az izlandi válogatottban és 17 gólt szerzett.

### Edzőként
1951-től még játékosként az ÍA Akranes vezetőedzője lett egészen 1960-ig. Az Akranes vezetőedzője volt még további négy időszakban (1962–1964, 1966, 1969–1970, 1972–1973). 1967-ben a Kefalvík szakmai munkáját irányította. 1962-ben és 1969 és 1971 között az izland válogatott szövetségi kapitánya volt.

## Sikerei, díjai
ÍA Akranes
- Izlandi bajnokság
  - gólkirály: 1955